# Moenkhausia melogramma
Moenkhausia melogramma är en fiskart som beskrevs av Eigenmann, 1908. Moenkhausia melogramma ingår i släktet Moenkhausia och familjen Characidae. Inga underarter finns listade i Catalogue of Life.